# Elision
Elision (efter latinets elisio, 'utstötning'), alternativt elidering, innebär att en slutvokal i ett ord utelämnas framför ett annat ord som inleds med ett vokalljud.
I romanska språk som franska och katalanska är elisioner vanliga. Exempel är l'ami ('vännen') respektive m'agrada ('jag gillar det' – bokstavligen 'det behagar mig'), där i båda fallen ändelsen på ett enstavigt pronomen faller bort. I Spanien är bruket av elision vanligare i de östkatalanska dialekterna och minskar västerut; det är även ovanligare i spanskan. 
I bland annat katalanskan förekommer även så kallad omvänd elision. Där är det initialvokalen i det efterföljande ordet (vanligt om det första ordet är enstavigt och ej pronomen/artikel och det andra ordet flerstavigt) som faller bort i uttalet. Ett exempel är här va dir això ('hen sa så'), uttalat [baðiʃɔ].
Inom poesi författad på klassisk grekiska, latin och romanska språk är elision standard i uttalet – utan att det syns i skrift – i vokalmöten. Denna tradition, där två vokalljud läses ihop som en stavelse, har förts över bland annat till sjungen musik på både spanska och katalanska. 
Elision förekommer även äldre svensk vers, exempelvis av Stiernhielm. Annars syns elision i svenskan i första hand som uttalslättnad. Exempel är tro't eller ej och har'u vari' me' om de' nå'n gång. Denna användning som uttalslättnad finns bland annat även i engelskan, i sammansättningar som don't och rock'n'roll. 